# Campionati mondiali di pattinaggio di velocità su distanza singola 2024 - Inseguimento a squadre maschile
L'evento dell'inseguimento a squadre maschile dei Campionati mondiali di pattinaggio di velocità su distanza singola 2024 si è svolto il 16 febbraio 2024 alla Olympic Oval di Calgary, in Canada.

## Risultati
| Pos | Pair | Corsia | NOC                                                           | Tempo   | Diff   |
| --- | ---- | ------ | ------------------------------------------------------------- | ------- | ------ |
| 1   | 4    | s      | Italia Andrea Giovannini Davide Ghiotto Michele Malfatti      | 3:35.00 |        |
| 2   | 4    | c      | Norvegia Sander Eitrem Peder Kongshaug Sverre Lunde Pedersen  | 3:36.07 | +1.07  |
| 3   | 1    | c      | Canada Connor Howe Antoine Gélinas-Beaulieu Hayden Mayeur     | 3:36.72 | +1.72  |
| 4   | 3    | c      | Stati Uniti Casey Dawson Emery Lehman Ethan Cepuran           | 3:38.64 | +3.64  |
| 5   | 3    | s      | Paesi Bassi Chris Huizinga Marcel Bosker Beau Snellink        | 3:40.50 | +5.50  |
| 6   | 2    | c      | Belgio Jason Suttels Indra Médard Bart Swings                 | 3:40.79 | +5.79  |
| 7   | 2    | s      | Cina Wang Shuaihan Wu Yu Sun Chuanyi                          | 3:45.23 | +10.23 |
| 8   | 1    | s      | Francia Timothy Loubineaud Mathieu Belloir Valentin Thiebault | 3:46.15 | +11.15 |